# Hermann Carl Weiss
Hermann Carl Weiss (geboren am 5. August 1776 auf Geringswalde bei Leipzig; gestorben 1828) war von 1816 bis zu dessen Auflösung 1821 preußischer Landrat des Kreises Sankt Vith.

## Werdegang
Der Protestant Hermann Carl Weiss studierte in Königsberg und Göttingen Rechts- und Kameralwissenschaften.
Während der Koalitionskriege war er Kommissar des Deposital-Magazins der Rhein-Armee. Als in der Folge des Wiener Kongresses die Rheinlande Preußen zufielen, wurde Weiss im April 1816 zunächst kommissarisch und schließlich mit Allerhöchster Kabinettsorder vom 16. Januar 1817 auch definitiv die Verwaltung des Landratsamtes des Kreis Sankt Vith übertragen. Mit der Auflösung des Kreis Sankt Vith durch die Allerhöchste Kabinettsorder vom 27. Dezember 1820 und dessen Eingliederung zum 1. Februar 1821 in den Kreis Malmedy schied er aus dem Amt und verließ die Region.
Mit dem Tätigkeitsbereich Duisburg und Rees trat er dann als Ökonomie-Kommissar in den Dienst der Generalkommission in Münster. Den einschlägigen Personalakten ist noch eine Bewerbung um das Landratsamt Duisburg zu entnehmen.